# Fridays for Future
No ambientalismo, o Fridays for Future (acrônimo: FFF ou F4F, em português Sextas-feiras pelo Futuro), também conhecido como Juventude pelo clima, ou Greve global das escolas pelo clima, é um movimento civíl internacional de estudantes que faltam às aulas nas sextas-feiras para participarem das manifestações que exigem ações dos líderes políticos a fim de evitar as mudanças climáticas e fazer com que a indústria de combustíveis fósseis faça a transição para energias renováveis. Pois as maiores consequências ser humano no meio-ambiente geram ações do   geram consequências mais forte a longo prazo,  serão vividas pelas gerações futuras.
A publicidade e a ampla organização começaram depois que a estudante sueca Greta Thunberg começou a protestar em agosto de 2018 do lado de fora do parlamento da Suécia, o Riksdag, segurando uma placa com a inscrição "Skolstrejk för klimatet" ("Greve escolar pelo clima").

Número máximo de participantes por país:
<1000
1000-10 000
10 000-100 000
100 000-1 000 000
1 000 000+

Uma greve global em 15 de março de 2019 reuniu mais de um milhão de grevistas. Foram organizadas cerca de 2 200 greves em 125 países. Em 24 de maio de 2019, ocorreu a segunda greve global, na qual 1 600 eventos em 150 países atraíram centenas de milhares de manifestantes. Os eventos foram programados para coincidir com as eleições parlamentares europeias de 2019.
Enquanto isso, foram formadas várias organizações regionais de apoio ao movimento, como o Scientists for Future (em português Cientistas pelo Futuro), Teachers for Future (em português Professores pelo Futuro) e, Madres por el Clima (em português Mães pelo clima).
A Semana Global pelo Futuro foi uma série de 4 500 greves em mais de 150 países, focadas em 20 de setembro e em 27 de setembro de 2019. Provavelmente foram as maiores greves climáticas da história mundial, as greves de 20 de setembro reuniram cerca de 4 milhões de manifestantes, muitos deles eram crianças em idade escolar, incluindo 1,4 milhão de grevistas na Alemanha. Em 27 de setembro, cerca de 2 milhões de pessoas participaram de manifestações em todo o mundo, incluindo mais de 1 milhão de manifestantes na Itália e várias centenas de milhares de manifestantes no Canadá.
Devido à pandemia de COVID-19 em 2020, o movimento cancelou todas as manifestações de rua e está ativo apenas online.

## Greves climáticas anteriores
Em novembro de 2006, a Coalizão Juvenil Climática Australiana foi formada para organizar ações de mudança climática envolvendo jovens e crianças em idade escolar. Em 2010, na Inglaterra, houve greves nas escolas por causa das mudanças climáticas, ligadas a um acampamento climático. No final de novembro de 2015, um grupo independente de estudantes convidou outros estudantes ao redor do mundo a deixar a escola no primeiro dia da Conferência das Nações Unidas sobre as Mudanças Climáticas de 2015, em Paris. Em 30 de novembro, o primeiro dia da conferência, uma "greve climática" foi organizada em mais de 100 países; mais de 50 000 pessoas participaram. O movimento focou em três demandas: 100% de energia limpa; mantendo combustíveis fósseis no solo e ajudando refugiados climáticos.

## Início do movimento e crescimento

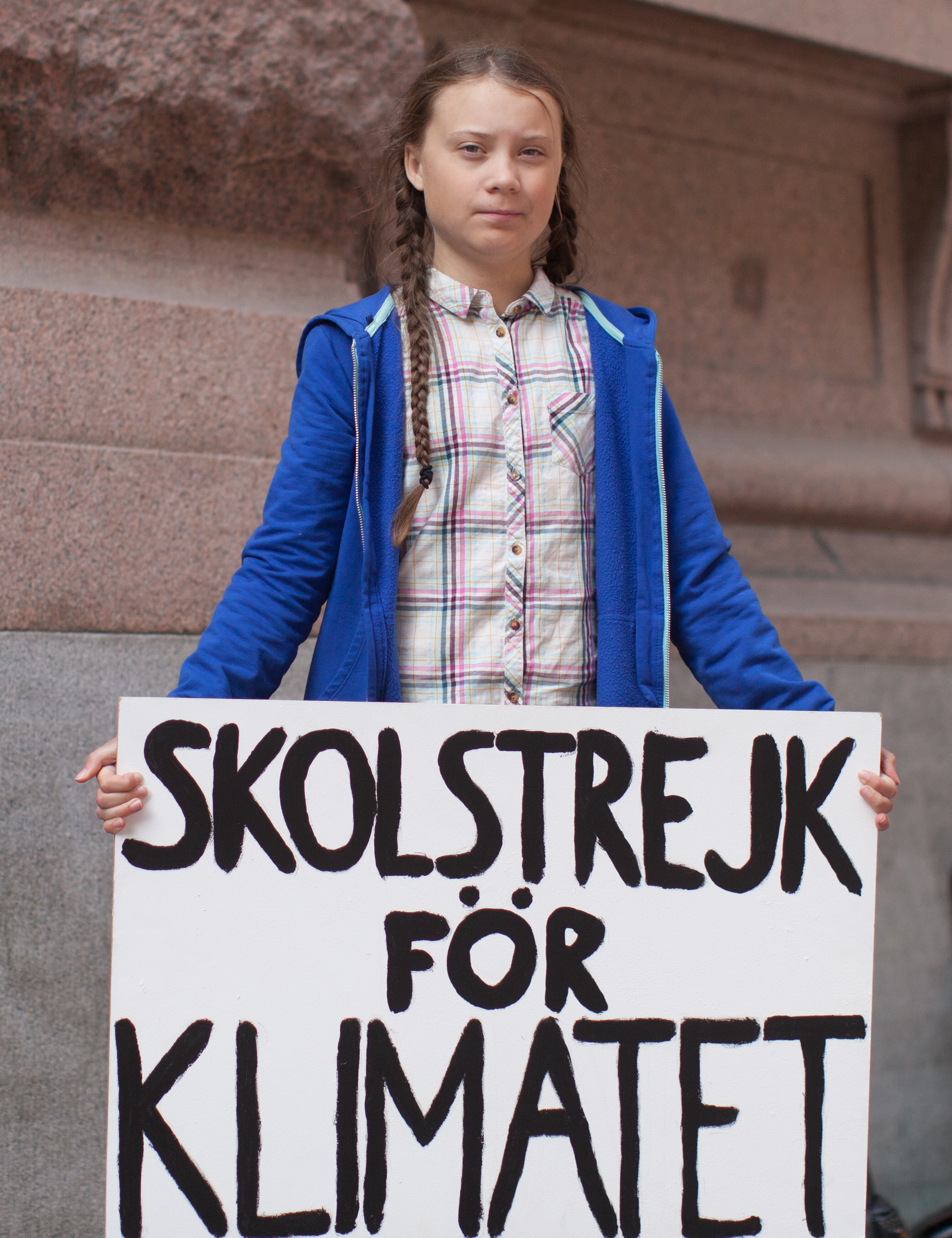
Greta Thunberg em frente ao parlamento sueco em Estocolmo, em agosto de 2018

Em 20 de agosto de 2018, Greta Thunberg, que estava no nono ano, iniciou uma greve, na qual, durante o horário escolar, sentava-se em frente do Riksdagshuset com um cartaz no qual estava escrito "Skolstrejk för klimatet". E assim continuou até as Eleições legislativas suecas de 2018 que decorreram em 9 de setembro do mesmo ano. Depois, continuou a greve unicamente às sextas-feiras, com a qual recebeu progressivamente uma atenção mundial. Entre suas demandas, estava o governo sueco de reduzir as emissões de carbono pelo Acordo de Paris (2015). Com esta iniciativa, Greta inspirou os estudantes de todo o mundo a participarem nas greves estudantis em defesa do clima.
Greta viajou em um veleiro à Nova York para continuar chamando a atenção para o trabalho necessário para enfrentar a crise climática. Ela participou de greves escolares nos EUA em 20 de setembro e falou na Cúpula do Clima da ONU em 23 de setembro de 2019, em Nova York.
Inspiradas por Greta Thunberg, greves escolares foram organizadas às sextas-feiras na Austrália, por milhares de estudantes escolares, os quais ignoraram os comentários do primeiro-ministro Scott Morrison: "aprender mais na escola e menos ativismo". Em dezembro, a greve dos estudantes continuou em pelo menos 270 cidades em países incluindo Austrália, Áustria, Bélgica, Canadá, Holanda, Alemanha, Finlândia, Dinamarca, Japão, Suíça, Grã-Bretanha e Estados Unidos.

## 2019
Em 2019 são organizadas greves novamente nos países acima listados e organizadas pela primeira vez em mais outros países, nomeadamente na Colômbia, Nova Zelândia e Uganda.

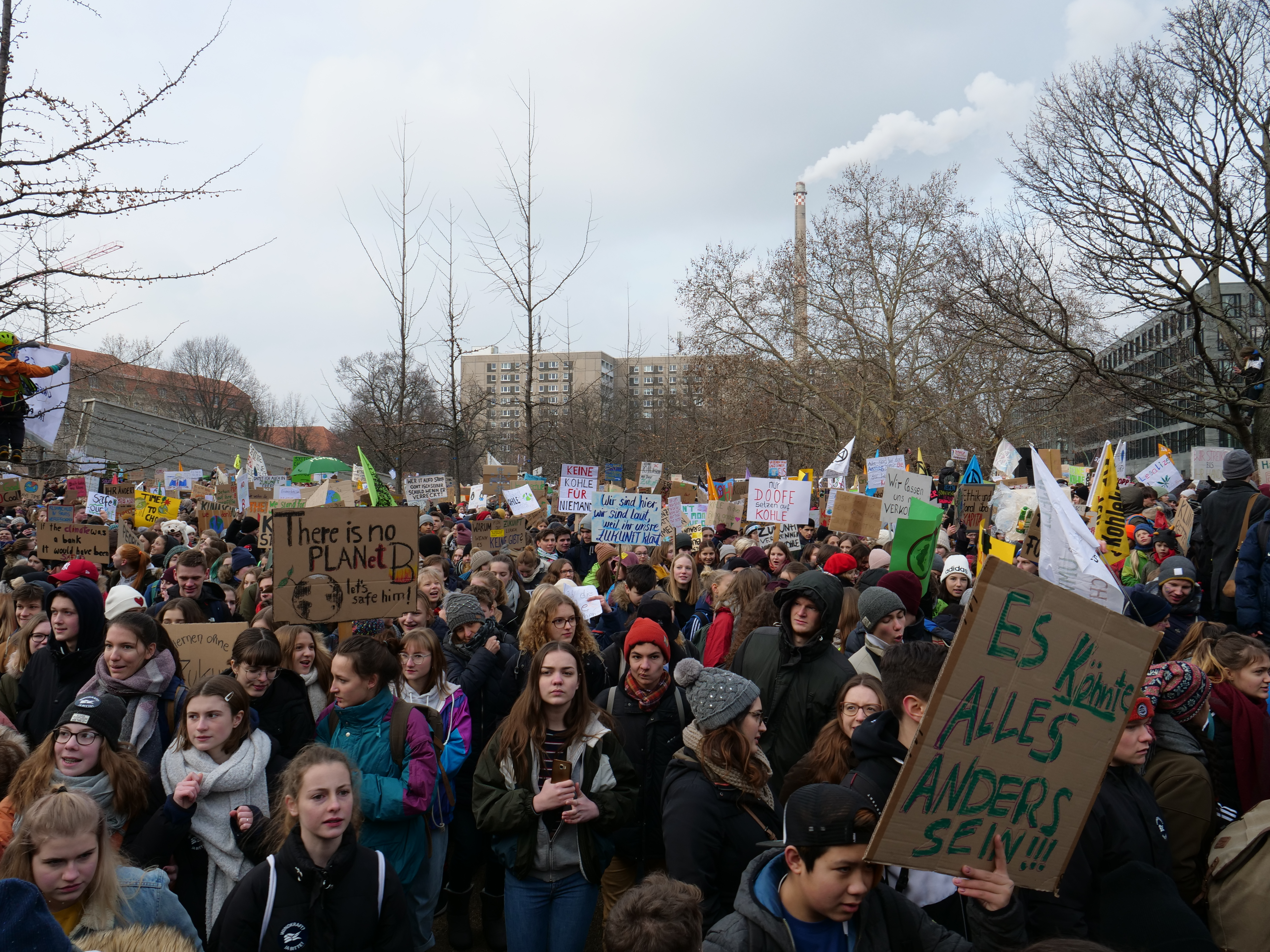
Manifestação em Berlim

A maior participação nas greves, até o mês de janeiro de 2019, aconteceram entre 17 e 18 de janeiro, quando 45 mil estudantes protestaram, na Alemanha e Suíça, contra a insuficiência dos programas para limitar o aquecimento global. Foram planeadas greves mundiais na sexta-feira 15 de fevereiro de 2019, na sexta-feira 15 de março de 2019 e na sexta-feira 24 de maio de 2019.
A ministra belga do ambiente de Flandres, Joke Schauvliege, apresentou a sua demissão no dia 5 de fevereiro de 2019, após alegar falsamente que a agência de segurança do Estado tinha provas de que as greves nas escolas belgas eram um "set-up".
No início de fevereiro de 2019, 350 cientistas holandeses assinaram uma carta aberta em apoio às greves escolares na Holanda. A carta diz: "Com base nos fatos fornecidos pela ciência climática, os ativistas estão certos. É por isso que nós, como cientistas, os apoiamos".

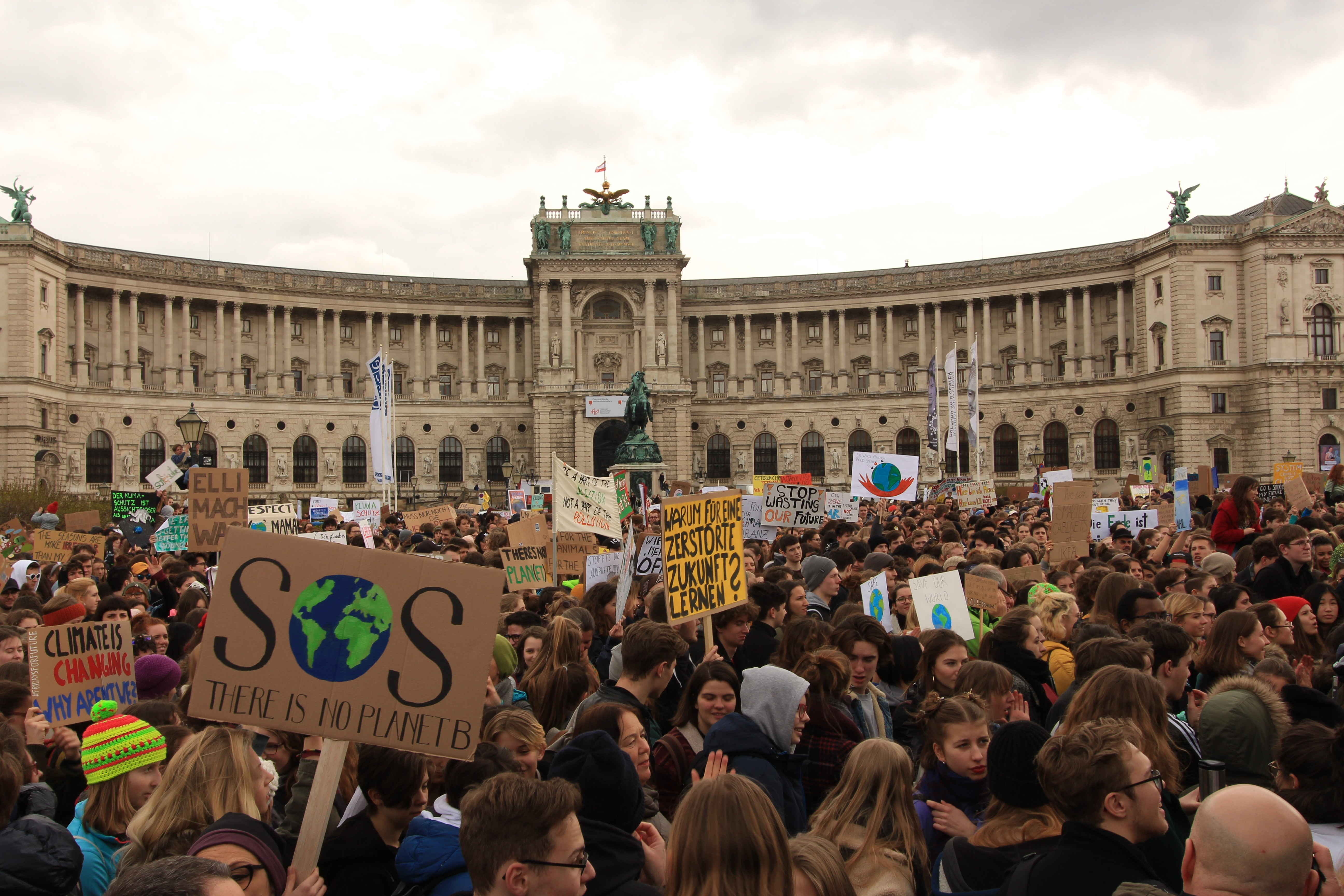
Manifestação em Viena

Na Inglaterra, no dia 13 de fevereiro, 224 acadêmicos assinaram uma carta aberta dando seu "total apoio aos estudantes" que participaram na greve de 15 de Fevereiro de 2019 pelo clima.

### Greves de 15 de março

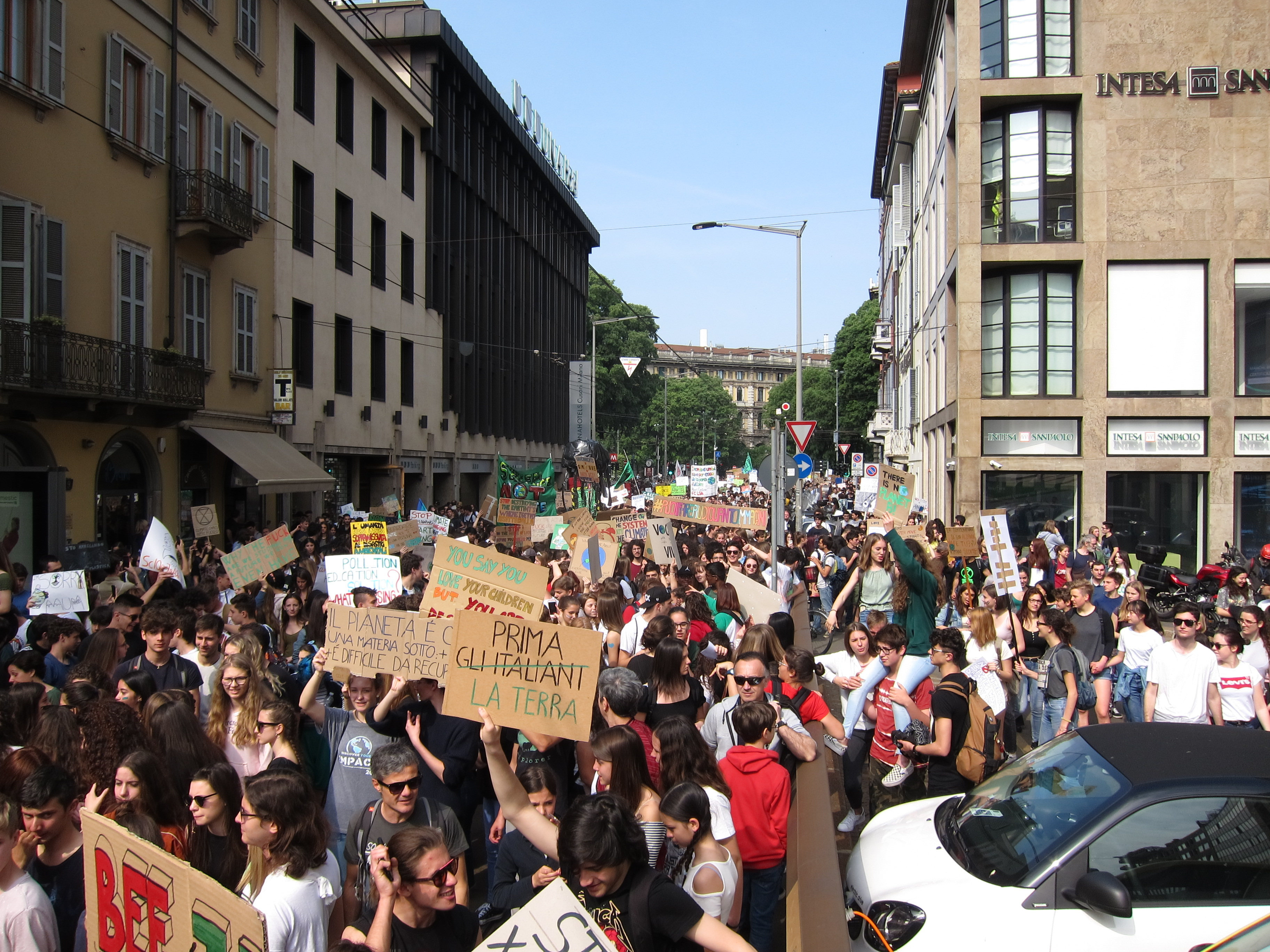
Manifestação em Milão, em 24 de maio de 2019

A 15 de março de 2019, as greves escolares, exigindo que os adultos assumissem a responsabilidade e interrompessem as mudanças climáticas, decorreram em mais de 2000 cidades por todo o mundo. Com exceção da Antártica, que não tem escolas, um número estimado de 1,4 milhão de alunos de todo o mundo participaram nos eventos programados. Na Antártida, pelo menos sete cientistas realizaram uma manifestação de apoio na Estação Neumayer III do Instituto Alfred Wegener.

No dia 1 de março de 2019, 150 estudantes do grupo de coordenação global da greve climática de 15 de março, incluindo Greta Thunberg, publicaram uma carta aberta no The Guardian, dizendo:
“Nós, os jovens, estamos profundamente preocupados com o nosso futuro. […] Nós somos o futuro sem voz da humanidade. Nós não aceitaremos mais essa injustiça. […] Finalmente, precisamos de tratar a crise climática como uma crise. É a maior ameaça da história da humanidade e não aceitaremos a inação dos tomadores de decisão do mundo, que ameaça toda a nossa civilização. […] A mudança climática já está a acontecer. As pessoas morreram, estão a morrer e vão morrer por causa disso, mas podemos e vamos parar com essa loucura. […] Unidos vamos subir até vermos a justiça climática. Exigimos que os tomadores de decisão do mundo assumam responsabilidade e resolvam essa crise. Falharam no passado. Se continuarem a ignorar o nosso futuro, nós, os jovens, faremos a mudança acontecer por nós mesmos. A juventude deste mundo começou a mover-se e não vamos descansar novamente."
Nos dias antecedendo a greve, o site FridaysForFuture.org listou 1659 eventos planejados em 106 países.
Na manhã de 15 de março, num editorial do jornal The Guardian, intitulado "Pensamos que deveríamos estar na escola? A greve climática de hoje é a maior lição de todas", grevistas escolares pelo clima e Greta Thunberg, reiteraram suas razões para a greve.
Na Escócia, as câmaras municipais de Glasgow, Edimburgo, Highland e Fife deram permissão para os estudantes participarem da greve. Na Finlândia, cartas de consentimento dos pais foram enviadas às escolas.
Mais de um milhão de pessoas manifestaram em cerca de 2 200 locais em todo o mundo. Segundo os organizadores, as manifestações decorreram em cerca de 125 países. Na Alemanha, mais de 300 000 alunos manifestaram em cerca de 230 cidades, com, em Berlim, mais de 25 000 participantes. Na Itália, mais de 200 000 estudantes manifestaram, só em Milão foram 100 000 participantes, de acordo com os organizadores. Em Montreal, mais de 150 000 participaram, Estocolmo 15 000 a 20 000, Melbourne 30 000, Bruxelas 30 000 e Munique 8 000. Também houve manifestações em Paris, Londres, Washington, Reiquiavique, Oslo, Helsinque, Copenhague e Tóquio.

### Greves de 24 de maio
Em 24 de maio de 2019, houve 1350 protestos em todo o mundo, nos quais, segundo os organizadores, 1,8 milhão de pessoas participaram.

### Semana Global pelo Futuro

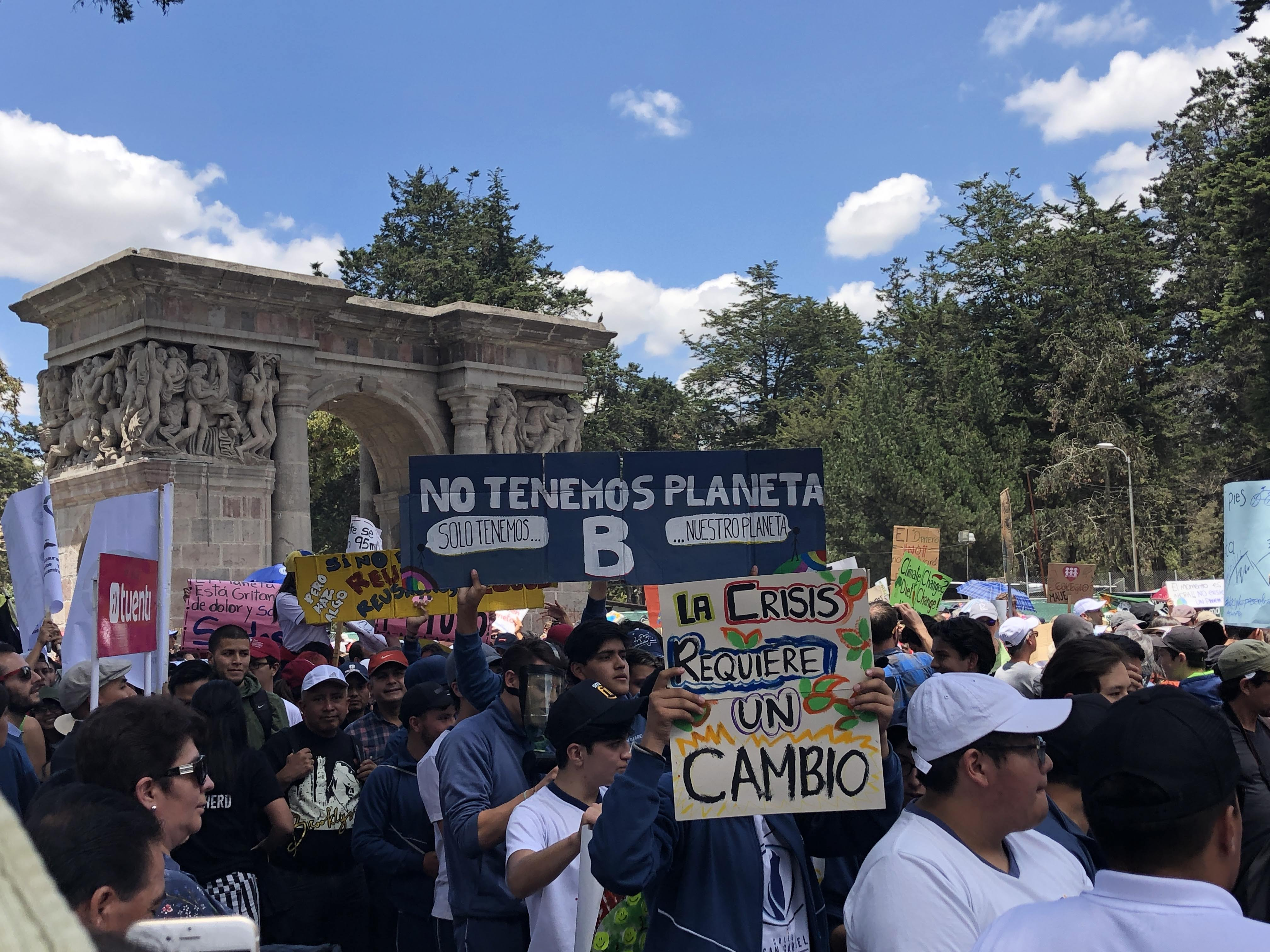
Manifestação em Quito

Entre 20 e 27 de setembro, houve uma série de greves e protestos internacionais para exigir que medidas sejam tomadas para lidar com as mudanças climáticas. As principais datas das greves foram 20 de setembro, três dias antes da Cúpula das Nações Unidas para o Clima e 27 de setembro. Os protestos ocorreram em 4 500 locais em 150 países. O jornal britânico The Guardian informou que cerca de 6 milhões de pessoas participaram dos eventos, enquanto o 350.org - um grupo que organizou muitos dos protestos - afirmou que 7,6 milhões de pessoas participaram.
Os protestos de 20 de setembro foram provavelmente as maiores greves climáticas da história mundial, porque os organizadores relataram que mais de 4 milhões de pessoas participaram das greves em todo o mundo, incluindo mais de 1 milhão de participantes na Alemanha, Estima-se que 300 000 manifestantes participaram de greves na Austrália, outras 300 000 pessoas se juntaram a protestos no Reino Unido e manifestantes em Nova Iorque — onde Greta Thunberg fez um discurso — totalizaram aproximadamente 250 000.
Em 27 de setembro, ocorreu uma segunda onda de protestos. Foram relatados números de 1 milhão de manifestantes na Itália e 170 000 pessoas na Nova Zelândia.

### Greves de 29 de novembro
Antes da Conferência das Nações Unidas sobre as Mudanças Climáticas de 2019 (COP 25), realizada em Madrid no início de dezembro, houve manifestações e greves da FFF em 29 de novembro de 2019 em 157 países em 2 400 cidades em todo o mundo.

## 2020
Em 17 de janeiro, houve uma manifestação em Lausana, na Suíça, com a presença de mais de 10 000 manifestantes.
Em 24 de janeiro, houve uma manifestação em Davos, na Suíça, realizada durante o Fórum Econômico Mundial.
Em 25 de setembro, houve uma greve climática global. As greves foram programadas em milhares de locais em todo o mundo.

### Greve climática digital
Em março de 2020, durante a pandemia de COVID-19, Greta Thunberg incentivou o movimento a, em vez de se reunir em ruas e praças, sentar em casa com uma placa e postar a imagem na Internet.

## Greves lusófonas

### Greves em Portugal
Em 29 de novembro de 2019 houve greves climáticas estudantis por todo o mundo. Em Portugal, a Greve Climática Estudantil foi organizada pelo Fridays For Future Portugal, Greve Climática Estudantil Porto, Greve Climática Estudantil, Parents For Future Portugal, #AlgarveFazPeloClima. Os protestos em Portugal fizeram reivindicações contra, dentre outros, a construção do Aeroporto de Montijo e as dragagens no Rio Sado. Em entrevista para o jornal português Público, Alice Gato, uma das organizadoras da manifestação, afirmou que a luta promovida pelo protesto é a "mais nobre das causas".
Os protestos de 29 de novembro aconteceram em cerca de mais 2 300 cidades em 153 países no mundo, e foi marcado alguns dias antes da chegada da ativista Greta Thunberg em Lisboa. Como em outras greves, um dos principais gritos de ordem foi "Não Há Planeta B" e as referências à Amazônia foram muitas em meio aos cartazes do protesto.
No dia 3 de dezembro de 2019, Greta Thunberg chegou em Lisboa, depois de atravessar o Atlântico Norte em um Catamarã vindo dos Estados Unidos. A ativista sueca foi recebida no Porto de Santo Amaro por centenas de ativistas e jornalistas. Greta foi recebida por Fernando Medina, presidente da câmara de Lisboa, José Maria Cardoso, deputado do Bloco de Esquerda e líder da comissão parlamentar do Ambiente e Matilde Alvim, uma das líderes da Greve Climática Portugal. Após as boas-vindas, Fernando Medina iniciou a lista de discursos agradecendo a vinda da ativista Sueca, a seguir, Matilde Alvim declarou que "nossa casa está a arder", uma célebre frase do movimento. A ativista portuguesa ainda exigiu neutralidade carbônica até 2030 e gritou palavras de ordem contra a construção do Aeroporto de Montijo. Em seguida, Abel Rodrigues, estudante brasileiro e ativista amazónico, alertou para a desflorestação da Amazónia e acusou estar a acontecer um Ecocídio e um Genocídio dos povos indígenas na Amazónia, terminou seu discurso declarando que "o mundo precisa saber que a Amazónia está sendo assassinada".
O Grupo Alvito também fez referências à Amazónia, uma das integrantes, Silvana Ferreira, disse ao jornal brasileiro Sputnik Brasil: "pedimos um posicionamento claro do governo português em relação a essa questão. A gente precisa muito da pressão externa, que eles fiquem de olho no que está acontecendo lá", enquanto pediam assinaturas online para serem entregues à Assembleia da República de Portugal.
Em 23 de dezembro de 2019, a Greve Climática Estudantil organizou em Portugal um protesto em frente à embaixada da Rússia, para pedir a liberdade de Arshak Makichyan, ativista russo preso após realizar protestos pelo clima em Moscovo.
No dia 12 de janeiro de 2020, ativistas da Greve Climática Estudantil em Portugal protestaram na cerimónia "Lisboa Capital Verde da Europa", que contava com a presença do Secretário-Geral das Nações Unidas, António Guterres, do Primeiro-Ministro de Portugal, António Costa e do Presidente da Câmara de Lisboa, Fernando Medina. O protesto, silencioso, começou quando o Secretário-Geral respondeu a perguntas sobre o desempenho da COP25. Os manifestantes levantaram cartazes, com dizeres como “Expansão da Portela não é verde”, “Porto para cruzeiros não é verde”, “Gás natural nos autocarros não é verde”, “Rio Tejo poluído não é verde” e “Dizer ‘verde’ não é verde”.
No dia 12 de janeiro de 2020, a Greve Climática Estudantil Portugal anunciou uma greve climática nacional para 13 de março de 2020, como foco na neutralidade carbônica em 2030, transição energética em 100% para energias renováveis, justiça climática para os mais afectados na transição energética e nas consequências da crise climática, reestruturação da rede de transportes públicos e requalificação da linha férrea.

### Greves no Brasil
No Brasil, o movimento se organizou pela internet, em março de 2019. Em 15 de março, houve protestos nos estados de São Paulo, Paraná, Rio de Janeiro e Rio Grande do Sul. Em 20 de setembro, houve manifestações em São Paulo, Salvador, Rio de Janeiro, Belo Horizonte, Brasília, além de outras capitais. Por causa dos incêndios florestais na Amazônia, muitos protestos foram convocados contra a política ambiental do governo Jair Bolsonaro.
Em decorrência das manifestações e com a necessidade de haver uma coordenação de ações do movimento em território nacional, diversos ativistas fundaram, no ano de 2019, a vertente brasileira do movimento intitulado Greve pelo Clima Brasil ou Fridays for Future Brasil. Segundo dados do próprio movimento, são 22 os estados brasileiros que contam com ao menos um grupo local que os represente.
Em 24 de janeiro de 2020, ativistas da Aliança Pela Amazônia no Brasil reuniram-se na frente do Palácio do Governo do estado do Pará, pedindo a proteção da Amazônia. O protesto foi marcado também em comemoração às mil assinaturas coletadas em uma carta direcionada às Nações Unidas, intitulada "Aliança Pela Amazônia". O protesto contou com grande repercussão internacional, obtendo mais de meio milhão de visualizações no Twitter, apoio de ativistas como Greta Thunberg, e de diversos grupos do Fridays for Future.
No início de abril de 2020, o movimento Fridays for Future Brasil publicou uma carta aberta denunciando o assassinato de indígenas e ativistas ambientais no Brasil, o desmatamento na Amazônia e a resposta do governo Jair Bolsonaro à pandemia de COVID-19. A carta pediu a renúncia de Bolsonaro, por "não ter dignidade" para atuar na crise climática e na pandemia. A carta foi redigida por nove ativistas. A carta foi lida por Abel Rodrigues na final de uma transmissão ao vivo no Instagram, onde o ativista havia entrevistado Greta Thunberg.

#### Apelo internacional para o combate à COVID-19 no Amazonas
Em 2 de maio de 2020, o prefeito de Manaus Arthur Virgílio Neto enviou um vídeo institucional à Greta Thunberg pedindo que, com sua influência mundial, ela possa ajudar a angariar recursos que ajudem a capital do Amazonas no combate ao COVID-19. Manaus registra colapso hospitalar e funerário desde 24 de abril. O prefeito destacou na gravaçãoː

"Sou prefeito de Manaus, a principal cidade do Estado do Amazonas, a grande cidade de toda a Amazônia brasileira. Estou lhe dizendo que precisamos de ajuda. Temos que salvar as vidas dos protetores da floresta. Estamos diante de um desastre, parecido com uma barbárie."
Em 15 de maio, o Fridays for Future Brasil respondeu ao prefeito, lançando um vídeo pedindo ajuda internacional a Manaus e à Amazônia contra a pandemia de COVID-19. O vídeo foi gravado juntamente com doze ativistas climáticos, incluindo Greta, que pedem ajuda contra as "ações negligentes e irresponsáveis do nosso governo federal". A gravação é direcionada principalmente aos governantes de países que já superaram o pico da COVID-19.

Em 5 de junho, o segundo vídeo foi lançado e com isso a campanha SOS Amazônia nasceu. A campanha foi fundada com o objetivo de arrecadar 1 milhão de reais para auxiliar as comunidades indígenas do estado brasileiro do Amazonas no combate à pandemia. Nos primeiros 10 dias o movimento já havia arrecadado cerca de 200 mil reais. Mais tarde, quando Greta recebeu o prêmio Gulbenkian para a Humanidade, 100 mil euros foram direcionados à campanha brasileira, alavancando ainda mais as ações prestadas pelo Fridays for Future Brasil em parceria com a Fundação Amazônia Sustentável. A campanha criada e gerida pelos ativistas brasileiros Abel Rodrigues, Amália Garcez, Fernanda Rodrigues, Daniel Holanda, Ian Coêlho, Janderson Sarmento, João Duccini, Samela Sateré Mawé e Valentina Ruas e apoiada pelos ativistas internacionais Anna Kernahan, Aurélie Bray, Bianca Castro, Greta Thunberg, Isabelle Axelsson e Luisa Neubauer, conta com cerca de R$ 1 010 782,35.

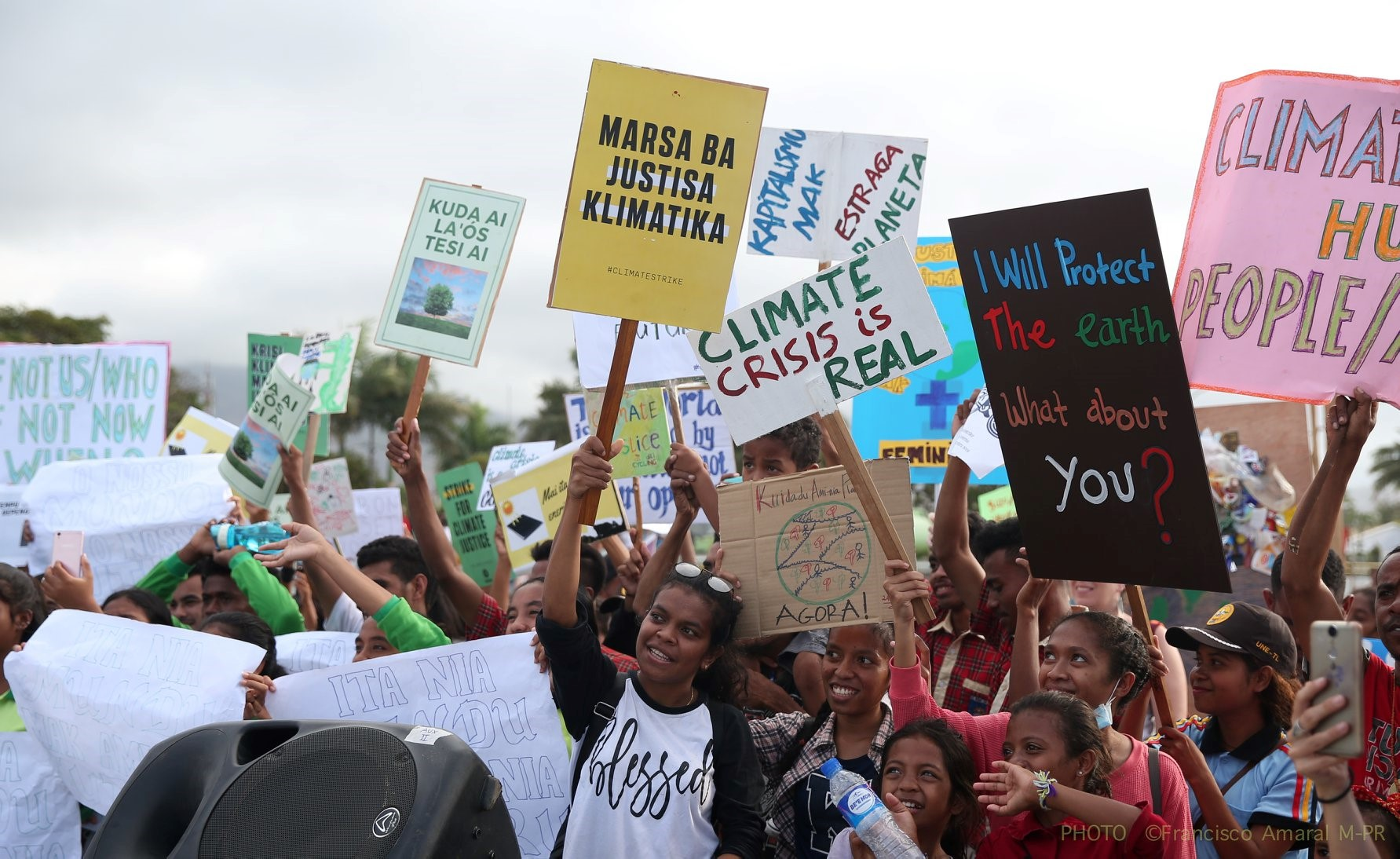
Manifestação em Díli

### Greves em Angola
Em 22 de setembro de 2019, mais de 50 000 crianças e jovens se reuniram pela primeira vez em Luanda, em solidariedade ao movimento contra as mudanças climáticas.

### Greves em Timor-Leste
A primeira manifestação timorense pelo clima ocorreu em frente ao palácio do governo na capital, Díli, em 24 de setembro de 2019.

## Grupos de apoio

### Scientists for Future

Logotipo do Scientists for Future. As listras no centro mostram como o planeta esquentou ao longo dos anos

O movimento Fridays for Future também é apoiado por mais de 23 000 cientistas da Suíça, Áustria e Alemanha, que tomaram a iniciativa de apoiar as manifestações com uma declaração sob o título "As preocupações em manifestar dos jovens são justificadas". Os cientistas, que se uniram sob o nome de Scientists for Future (em portuguêsː "Cientistas pelo Futuro") disseram que as preocupações são justificadas e bem fundamentadas. Do ponto de vista científico, as medidas atuais sobre clima, proteção de espécies, florestas, marinhos e solo estão longe de ser suficientes. Entre os signatários estão vários diretores de vários institutos de pesquisa.
Iniciativas similares existem nos cientistas holandeses e belgas. O professor de sistemas de energia regenerativa do Berlim Volker Quaschning disse: "Nós somos os profissionais e dizemos: A geração jovem está certa", o pesquisador do clima Reto Knutti (Zurique) escreve: "O compromisso dos jovens convoca-nos a agir. Como indivíduo privado e como cientista, acredito que se deve levar a sério a luta contra as alterações climáticas."
O físico e Manager Peter Grassmann escreveu o comentário sobre seu livro "Domar a economia! Sem interferência burguesa, não vamos parar a ganância", publicado em março de 2019 com: "Esses jovens manifestantes climáticos são tudo o que temos".

### Change for Future
O grupo Change for Future (em portuguêsː "Mudança pelo Futuro") foi fundado na primavera de 2019 e é a plataforma anticapitalista do movimento. Em uma entrevista, considera-se que os desafios da mudança climática não podem ser resolvidos enquanto estiverem sujeitos às restrições sistêmicas do capitalismo e que, portanto, a questão sistêmica deve ser feita. A plataforma pretende vincular anticapitalistas no FFF.

### Entrepreneurs for Future

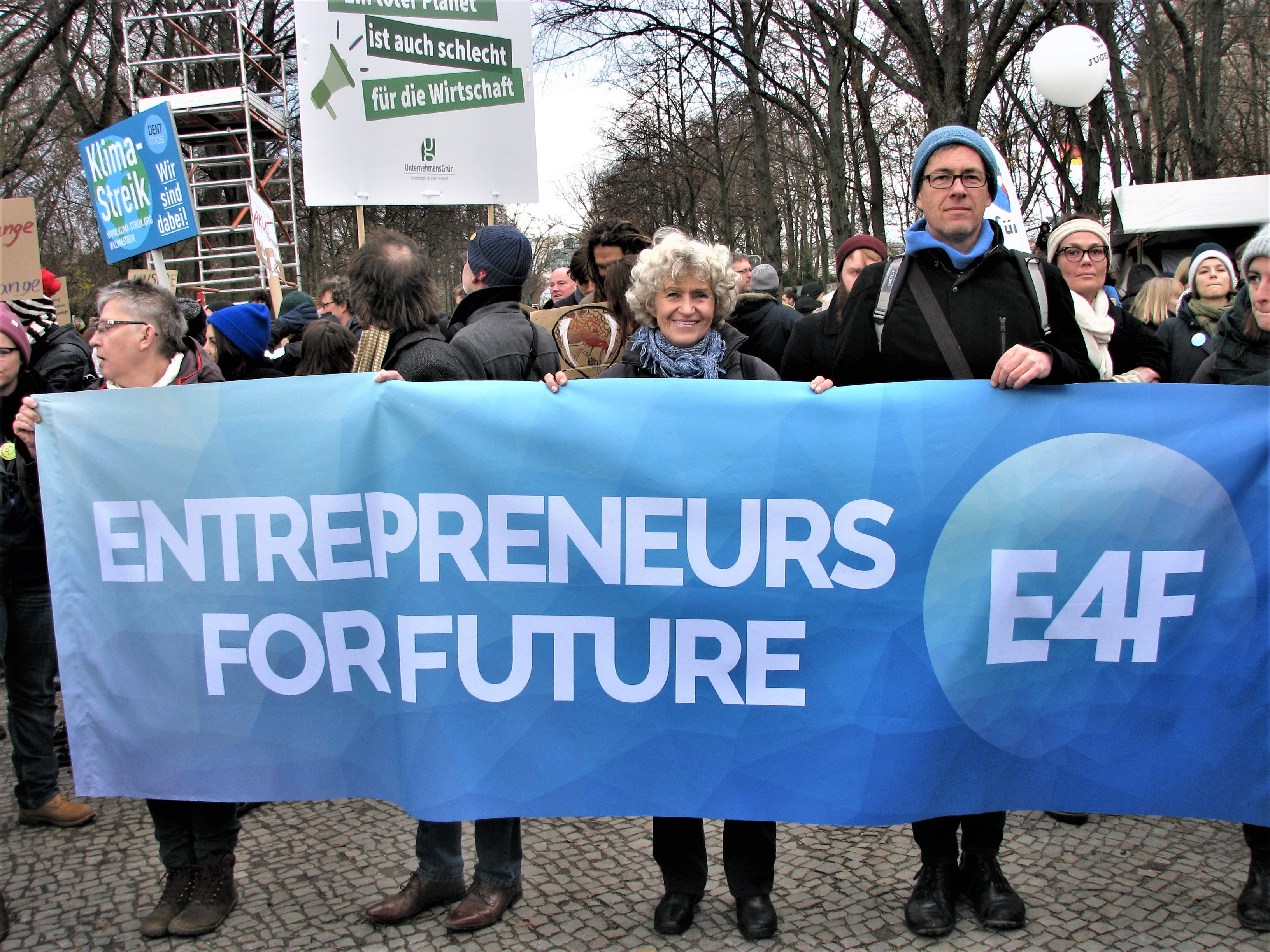
Manifestação do grupo Entrepreneurs for Future em Berlim em 29 de novembro de 2019

Em maio de 2019, mais de mil empresas em Berlim anunciaram que se uniram para formar a iniciativa Entrepreneurs for Future (em portuguêsː "Empreendedores pelo Futuro"). A iniciativa pede uma política de proteção climática mais decisiva por parte do governo federal. Em particular, exige o cumprimento da meta de 1,5 grau, uma rápida eliminação gradual de carvão e o interrompimento da liberação massiva de CO2 à atmosfera.

### Parents for Future
Em fevereiro de 2019, o grupo Parents for Future (em portuguêsː "Pais pelo Futuro") foi fundado na Alemanha, onde os pais e mães comprometidos com a proteção do clima querem praticar o apoio e solidariedade com os jovens. O grupo está ativo em 29 países. Este grupo faz parte do movimento For Future inspirado na ativista sueca Greta Thunberg.
Em 2019, mais de duzentos grupos de pais e mães em quase trinta países assinaram a declaração do movimento Parents For Future em parceria com o Our Kids’ Climate, que foi entregue na Conferência de Mudanças Climáticas da ONU (a COP25) que ocorreu na cidade espanhola de Madri, para pressionar os representantes dos países presentes nesta, para que criem uma ação climática efetiva que proteja a saúde e o futuro de crianças do mundo, antes que seja tarde.

## Reações
No dia 21 de fevereiro de 2019, o presidente da Comissão Europeia, Jean-Claude Juncker, declarou sua intenção de gastar centenas de bilhões de euros na mitigação da mudança climática, totalizando um quarto do orçamento da UE. Anunciou isso num discurso ao lado de Greta Thunberg, e a comunicação social associou o movimento de greve estudantil como a causa do anúncio.
A 14 de março de 2019, o Clube de Roma emitiu uma declaração oficial em apoio a Greta Thunberg e às greves, exortando os governos de todo o mundo a responder a essa chamada de atenção e a reduzir as emissões globais de carbono.
A 15 de março de 2019, o Secretário Geral da ONU, António Guterres, abraçou os grevistas, admitindo que "a minha geração não respondeu adequadamente ao dramático desafio das alterações climáticas. Isto é profundamente sentido pelos jovens. Não é de admirar que estejam zangados". Guterres já convidou líderes mundiais para uma cúpula da ONU em setembro de 2019 para se comprometer mais fortemente com as políticas estabelecidas no Acordo de Paris.